# Víctor Doreste Grande
Víctor Doreste Grande (Las Palmas de Gran Canaria, 11 de noviembre de 1902 -Las Palmas de Gran Canaria, 26 de noviembre de 1966) fue un artista español.  Fue músico precoz (compositor, pianista y guitarrista), dibujante, pintor, poeta, novelista, articulista e innovador del sainete canario.

## Historia
Era hijo de Domingo Doreste (Fray Lesco). Pronto comenzó a estudiar piano y a dar sus primeros recitales. Recibió enseñanzas musicales de Bernardino Valle y continuó sus estudios de piano en Leipzig (Alemania), donde compuso una obra musical basada en temas de los cantos canarios, cinco Suites que estrena en 1926 en Gran Canaria. Luego abandonará el piano para dedicarse a la guitarra, dando conciertos durante la década de los 30. Tras la guerra civil española su actividad musical será casi nula, pero se dedicará a escribir artículos periodísticos y artísticos en el Diario de Las Palmas, incluyendo adivinanzas de contenido local.

## Obra
- Sainetes: Ven acá, vino tintillo, quizá sea la obra teatral canaria más representada, pues rebasó el centenar de representaciones en vida de su autor.
- Zarzuelas: La zahorina, estrenada en 1930. Es una de sus obras más representativas. Con libreto de su padre, Domingo Doreste, Fray Lesco, consiguió una emotiva y brillante orquestación para la música popular canaria.
- Novelas: Faycán es de los libros canarios más reeditados y leídos.
- Memorias: Recuerdos de niñez y juventud, editado en 1965, recoge sus memorias desde los siete años hasta bien entrados los veinticinco. Con una prosa sencilla, ágil y jocosa nos habla de la pequeña historia anecdótica de Vegueta, de juegos infantiles, tertulias, frases populares y costumbres sociales y familiares de antaño, al tiempo que hace referencia a una amplia nómina de personajes ilustres y de personajillos populares.